# Darryl Sydor
Darryl Marion Sydor (* 13. Mai 1972 in Edmonton, Alberta) ist ein ehemaliger kanadischer Eishockeyspieler und -trainer mit US-amerikanischer Staatsbürgerschaft. Der Verteidiger bestritt im Verlauf seiner aktiven Karriere zwischen 1992 und 2010 unter anderem 1446 Spiele für die Los Angeles Kings, Dallas Stars, Columbus Blue Jackets, Tampa Bay Lightning, Pittsburgh Penguins und St. Louis Blues in der National Hockey League. Dabei gewann er sowohl im Jahr 1999 mit den Dallas Stars als auch im Jahr 2004 mit den Tampa Bay Lightning den Stanley Cup. Zudem errang er mit der kanadischen Nationalmannschaft die Goldmedaille bei der Weltmeisterschaft 1994. Anschließend war Sydor in der NHL für die Minnesota Wild und die St. Louis Blues als Assistenztrainer tätig.

## Karriere
Sydor spielte während seiner Juniorenzeit zusammen mit Scott Niedermayer für die Kamloops Blazers in der Western Hockey League. Beim NHL Entry Draft 1990 wurde er von den Los Angeles Kings in der ersten Runde als Gesamtsiebter ausgewählt. Er blieb noch zwei weitere Jahre in Kamloops und konnte in seinem letzten Jahr bei den Junioren den Memorial Cup gewinnen. Ebenfalls in der Spielzeit 1991/92 gab er auch sein NHL-Debüt bei den Kings.
Ab der Saison 1992/93 war er fester Bestandteil der Kings, mit denen er gleich in seinem ersten Jahr die Finalserie um den Stanley Cup erreichte. Die Montréal Canadiens schnappten den Kings um Wayne Gretzky den Titel jedoch weg. In seiner Zeit bei den Kings fiel auch der Titel bei der Weltmeisterschaft 1994. Für Shane Churla und Doug Zmolek gaben ihn die Kings im Februar 1996 an die Dallas Stars ab. Nachdem die Stars die Playoffs verpassten, konnte er mit der kanadischen Nationalmannschaft bei der Weltmeisterschaft 1996 die Silbermedaille gewinnen.
In den folgenden Jahren gab er der Verteidigung der Stars Sicherheit und wurde auch zweimal für das NHL All-Star Game nominiert. Auch er hatte großen Anteil am Stanley-Cup-Gewinn der Stars in der Saison 1998/99. Im Jahr darauf erreichte er mit dem Team seine dritte Finalserie, aber wie schon bei seinem ersten Anlauf scheiterte er. Im Sommer 2003 holten ihn die Columbus Blue Jackets im Tausch für Mike Sillinger und ein Draftrecht. Diese gaben ihn im Laufe der Saison 2003/04 an die Tampa Bay Lightning weiter. Mit Tampa erreichte er erneut das Finale um den Stanley Cup und konnte dort seinen zweiten Titel erringen. Nach der Streiksaison 2004/05 blieb er noch ein Jahr bei den Bolts, bevor er für ein Viertrunden-Draftrecht zu den Dallas Stars zurückkehrte, wo er aber aufgrund seines auslaufenden Vertrages nur bis zum Saisonende blieb. Am 1. Juli 2007 unterschrieb er als Free Agent einen neuen Vertrag bei den Pittsburgh Penguins. Diesen blieb er über die gesamte Spielzeit treu und erreichte mit der Mannschaft das Finale um den Stanley Cup, wo das Team den Detroit Red Wings unterlag. Nach einem schwachen Start Sydors in die Saison 2008/09 wurde er für Verteidiger Philippe Boucher zu seinem Ex-Team, den Dallas Stars, transferiert.
Sydor unterschrieb zu Beginn der NHL-Saison 2009/10 einen Einjahresvertrag bei den St. Louis Blues, für die er noch 47 Spiele absolvierte. Am 13. Juli 2010 gab der Verteidiger sein Karriereende bekannt. In der Saison 2010/11 war Sydor zusammen mit Brian Wiseman als Assistenztrainer bei den Houston Aeros unter Cheftrainer Mike Yeo tätig. Nach Yeos Beförderung, der im Juni 2011 als Cheftrainer der Minnesota Wild verpflichtet wurde, folgte ihm Sydor Ende Monat als Assistenztrainer. Sein dortiger Vertrag wurde nach dem Ende der Saison 2015/16 nicht verlängert. Im Mai 2017 wurde Sydor als neuer Assistenztrainer bei den St. Louis Blues vorgestellt, wo er erneut unter Mike Yeo tätig war. Nach dem Ende der Spielzeit 2017/18 gab Sydor seinen Rückzug aus dem Eishockeygeschäft bekannt, während seine Nachfolge in St. Louis Mike Van Ryn übernahm.
Darüber hinaus ist Sydor bereits seit 2007 Miteigentümer der Kamloops Blazers, für die er in seiner Jugend spielte.

## Erfolge und Auszeichnungen
| - 1990 President’s-Cup-Gewinn mit den Kamloops Blazers - 1990 WHL West First All-Star Team - 1991 Bill Hunter Memorial Trophy - 1991 WHL West First All-Star Team - 1992 President’s-Cup-Gewinn mit den Kamloops Blazers - 1992 Memorial-Cup-Gewinn mit den Kamloops Blazers | - 1992 WHL West First All-Star Team - 1998 NHL All-Star Game - 1999 NHL All-Star Game - 1999 Stanley-Cup-Gewinn mit den Dallas Stars - 2004 Stanley-Cup-Gewinn mit den Tampa Bay Lightning |

### International
- 1994 Goldmedaille bei der Weltmeisterschaft
- 1996 Silbermedaille bei der Weltmeisterschaft

## Karrierestatistik

### International
Vertrat Kanada bei:
- Junioren-Weltmeisterschaft 1992
- Weltmeisterschaft 1994
- Weltmeisterschaft 1996
- Weltmeisterschaft 2002

(Legende zur Spielerstatistik: Sp oder GP = absolvierte Spiele; T oder G = erzielte Tore; V oder A = erzielte Assists; Pkt oder Pts = erzielte Scorerpunkte; SM oder PIM = erhaltene Strafminuten; +/− = Plus/Minus-Bilanz; PP = erzielte Überzahltore; SH = erzielte Unterzahltore; GW = erzielte Siegtore; 1 Play-downs/Relegation; Kursiv: Statistik nicht vollständig)